# Midtjyllands Kristne Friskole
Midtjyllands kristne Friskole (i daglig tale kaldet MkF) er en friskole i Herning. Her har 490 elever fra 0. til 10. klasse deres daglige gang. Den danske Folkekirke og dens bekendelsesskrifter ligger til grund for skolens værdigrundlag, men skolen er åben for alle, der er loyale overfor denne grundholdning, og den adskiller sig ikke væsentligt fra folkeskolen.